# Cistus palmensis
Cistus palmensis är en solvändeväxtart som beskrevs av Bañares och Jean-Pierre Demoly. Cistus palmensis ingår i släktet Cistus och familjen solvändeväxter. Inga underarter finns listade i Catalogue of Life.